# Vladislav Rostoka
Vladislav Rostoka, magyar nyelven Rostoka László (Köbölkút, Csehszlovákia, 1948. május 18. –) pozsonyi magyar grafikusművész, plakáttervező, tipográfus. A Magyar Művészeti Akadémia Képzőművészeti tagozatának tagja (2005).

## Életút
Felsőfokú tanulmányokat a pozsonyi Képzőművészeti Akadémián (1967–1973) folytatott, festészetet és grafikát tanult, majd ugyanott tanított (1973–76). 1978 óta kiállító művész. 1994-ben Juraj Králik fotóművésszel megalapította a pozsonyi Rabbit and Solution grafikai stúdiót, melynek kreatív igazgatója és művészeti vezetője. Jelenleg Prágában él és alkot.
Elsősorban kulturális plakátok, művészeti albumok, katalógusok tervezésével, illusztrálásával foglalkozik. A szabadkézi rajz személyességét jól ötvözi a komputer-grafika lehetőségeivel, szabályos, geometrikus objektivitásával. Szűkszavú, emblematikus erejű munkáira a cseh, szlovák és magyar képzőművészeti hagyományokból elsősorban a konstruktivista törekvések hatottak. Akár jelmondata is lehetne az egyik interjújából vett idézet: „kevés eszközzel sokat mondani”. Számos könyvkötet grafikusa, tipográfusa vagy illusztrátora, köztük például Orosz István posztereinek közreadója, Vámos Miklós Borgisz című regényének illusztrátora.
A Nagyszombati Nemzetközi Plakáttriennále egyik létrehozója, a Mesterszem díj megalapítója. 1981-ben, Magyar művészek közül elsőként tagjává választotta a legjelentősebb tervezőket tömörítő  Alliance Graphique Internationale, 2004-ben meghívta tagjai sorába a Magyar Művészeti Akadémia, 2005-ben Budapesten 12 plakáttervező kollégájával együtt megalapította a Magyar Plakát Társaságot.
1978–2006 között Tipo:grafi(k)a címmel 35 kiállítást rendezett munkáiból (Bad Dürkheim, Németország; Békéscsaba; Brno; Budapest; Érsekújvár; Martin; Montréal; Moszkva; Nagyszombat; Lahti; Ljubljana; Kalisz; Koppenhága; Odense; Opava; Pécs; Płock; Pozsony; Roskilde; Stuttgart; Szófia; Várna; Varsó; Washington). Számos szlovákiai, magyarországi és nemzetközi könyv- és plakátművészeti díjjal ismerték el tevékenységét.

## Díjak, elismerések (válogatás)
- 1982, Brno, Nemzetközi Plakátbiennálé
- 1985, Lahti, Nemzetközi Plakátbiennálé
- 1986, Brno, Nemzetközi Plakátbiennálé
- 1991, Nagyszombat, Nemzetközi Plakáttriennálé
- 1992, Mexico, Nemzetközi Plakátbiennálé
- 1994, Nagyszombat, Nemzetközi Plakáttriennálé
- 1998, Budapest, DOPP díj
- 2003, Nagyszombat, Plakáttriennálé
- 2000, Moszkva, Nemzetközi Plakátbiennálé
- 2003, Rzeszow, Nemzetközi Plakátbiennálé
- 2003, Pozsony, Szlovák Nemzeti Dizájn Díj
- 2004, Ljubljana, Nemzetközi Grafikai Biennálé

## Idézet
„A plakát a jelenkor papírtükre.”